# Instituto de Investigaciones Marinas
El Instituto de Investigaciones Marinas (IIM) es un centro de investigaciones marinas y pesqueras que pertenece al Consejo Superior de Investigaciones Científicas y que se encuentra situado en Vigo (Pontevedra) España. Se creó en 1951 y dependía del Instituto de Investigaciones Pesqueras de Barcelona hasta 1978, cuando se desvinculó de él y recibió el nombre de Instituto de Investigaciones Pesqueras. El nombre actual se le asignó en 1986.

## Líneas de investigación
El IIM se dedica especialmente al estudio de los ecosistemas marinos, la fisiología y enfermedades de organismos acuáticos cultivados, a los productos marinos de consumo y a los problemas ambientales generados por actividades humanas en las costas.
Los departamentos del IIM y sus líneas de investigación son:
- Oceanografía: oceanología, biogeoquímica marina, fotobiología y pigmentos del fitoplancton.
- Ecología y recursos marinos: ecología y diversidad marina, ecología pesquera, biología y fisiología larvaria de peces y fitoplancton tóxico.
- Biotecnología y acuicultura: ecofisiología, biomarcadores y gestión sostenible de bivalvos, inmunología y genómica, reciclaje y patobiología molecular.
- Tecnología de los alimentos: química de productos marinos, bioquímica de alimentos, microbiología y tecnología de productos marinos e ingeniería de procesos.

## Historia
En 1943 el CSIC creó el Instituto de Biología Aplicada y en 1949 creó su sección de biología marina. En 1951 esa sección recibió la denominación de Instituto de Investigaciones Pesqueras. Ese año se crearon los laboratorios costeros de Blanes (Gerona), Vinaroz (Castellón), Castellón de la Plana y el de Vigo (Pontevedra). En el año 1957, tras la creación del centro de Cádiz, se creó el centro de Barcelona, del que pasaron a depender todos los laboratorios.
El IIM dependió del IIM de Barcelona hasta 1978, dándosele el nombre de Instituto de Investigaciones Pesqueras. En 1986 recibió el nombre actual de Instituto de Investigaciones Marinas.
Antes de inaugurarse  el actual edificio de Bouzas (Pontevedra) en 1973, el centro ocupaba parte del Colegio Alemán de Vigo, entre los años 1951 y 1960, y una sede entera en la avenida de Orillamar desde 1961 hasta 1973. Fue en 1973 cuando el IIM pasó a su actual localización en Bouzas.

## Premios y reconocimientos
- Vigués distinguido en 2006.[10]